# Śmigły Wilno
El Śmigły Wilno fue un equipo de Fútbol de Polonia que jugó en la Ekstraklasa, la primera división nacional.

## Historia

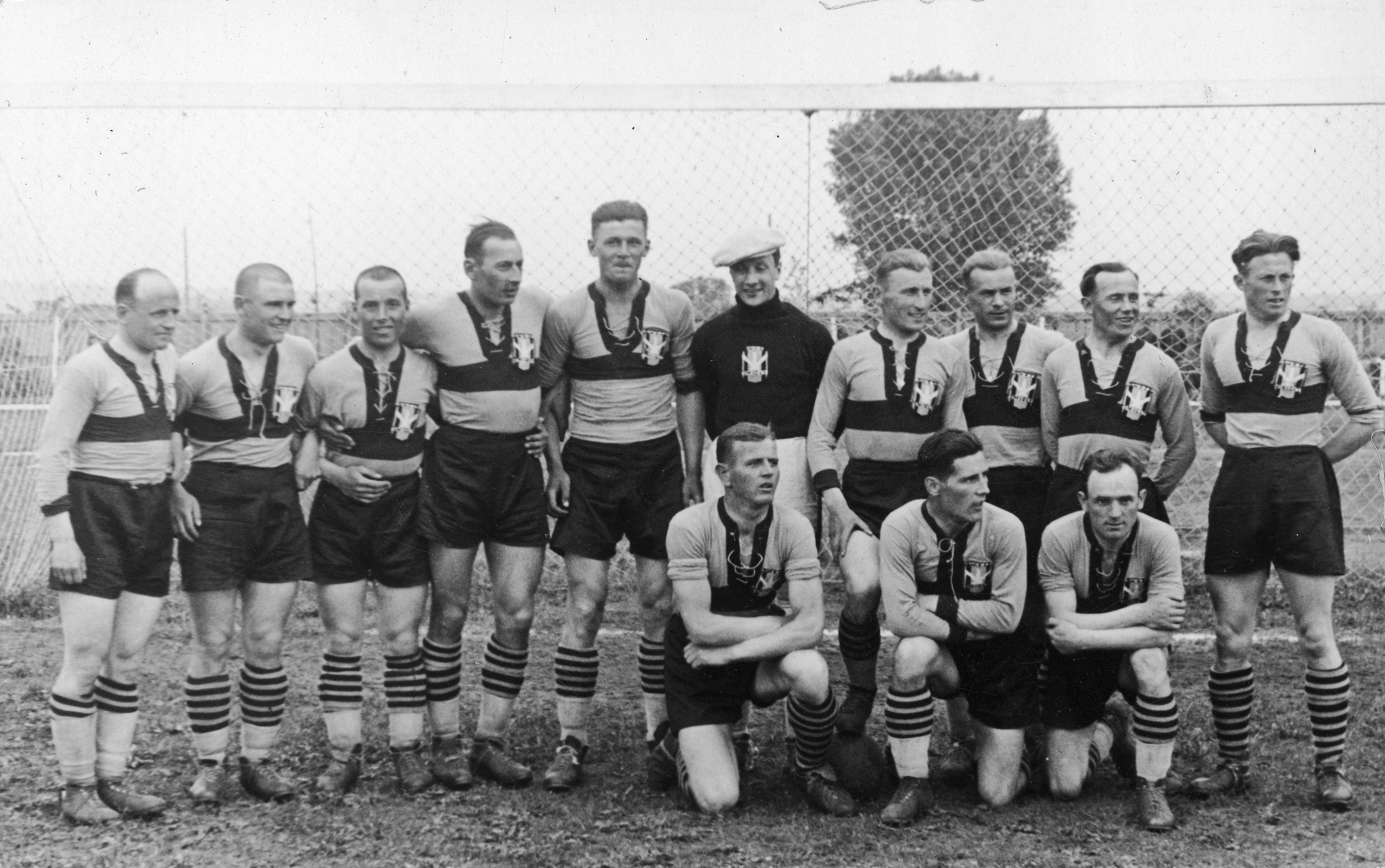
Equipo de 1936

Fue fundado en el año 1933 en la ciudad de Vilnius por un grupo de oficiales del ejército polaco estacionados en la guarnición de Vilnius. Fue creado a partir de la fusión de WKS 6 ppLeg Vilnius y WKS 1 ppLeg Vilnius. La consolidación de los clubes militares estuvo bajo el liderazgo del Coronel Zdzisław Zygmunt Wendy y tenía como objetivo crear un club fuerte que ascendiera a la Ekstraklasa. El 8 de abril de 1933 el Śmigły Wilno jugó su primer partido oficial contra el equipo de Siedlce, derrotándolo por 3-1. Entre los años 1933-1937 el equipo ganó el campeonato de clase A del distrito de Vilnius y participó en las rondas de clasificación para la primera liga. En 1933, el equipo perdió ante Polonia Warszawa en el partido final de la eliminatoria. Un año después, ocupó el tercer lugar en el grupo final. En 1935, el equipo fue eliminado en las semifinales de la eliminatoria contra Czarni Lwów y al año siguiente obtuvo el 3er lugar en el grupo final (los dos primeros equipos fueron ascendidos). En la temporada 1936/1937, el club obtuvo el segundo lugar en el grupo final y logró el ascenso a la primera división. En el primer partido de la liga el Śmigły perdió 2:5 ante el Ruch Chorzów. El 24 de abril de 1938 se disputó el primer partido de Liga en Vilnius. El encuentro contra el Pogoń Lwów fue visto por unos 8000 espectadores (la capacidad oficial del estadio era de 1500). El equipo ocupó el décimo lugar en la tabla y descendío al segundo nivel de la liga. En la temporada siguiente el equipo llegó a la final de los play-offs de ascenso a la Liga, interrumpida por el estallido de la Segunda Guerra Mundial. En ese momento, Śmigły ocupaba el segundo lugar asegurando el ascenso. El estallido de la guerra acabó con las actividades del club.

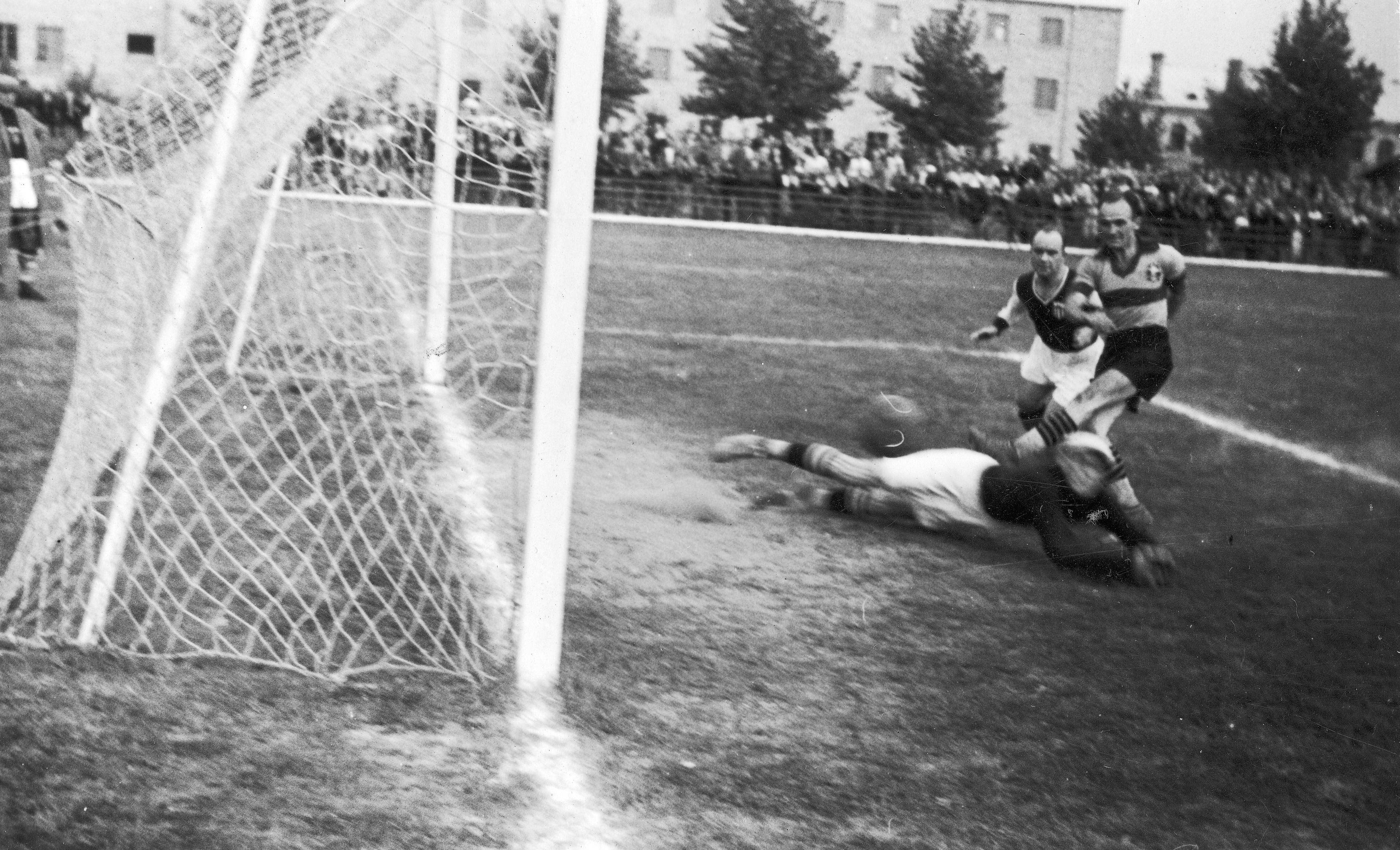
Partido Śmigły-Warszawianka (4:1) en 1938.

### Reconstrucción
El club fue reconstruido como parte del proyecto Retro Liga, liga polaca de fútbol basada en los equipos extintos, y el club recrea los uniformes e implementos basados en el reglamento de 1938. Los equipos elegidos en la liga fueron aquellos que se vieron forzados a desaparecer a causa de la Segunda Guerra Mundial así como otros equipos como WKS Kutno, WKS Łowicz, WKS Grodno (Grodno fue reformado después de la WWII pero en territorio bielorruso), y el Lechia Lwów (Lechia fue reformado al finalizar la WWII pero en territorio ucraniano).

## Palmarés
- Klasa A Grupo 4: 6

1933, 1934, 1935, 1936, 1937, 1939